# Lophopagurus nodulosus
Lophopagurus nodulosus är en kräftdjursart som beskrevs av McLaughlin och Gunn 1992. Lophopagurus nodulosus ingår i släktet Lophopagurus och familjen eremitkräftor. Inga underarter finns listade i Catalogue of Life.